# Suzy Delair
Suzy Delair (Paris, 31 de dezembro de 1917 – 15 de março de 2020) foi uma atriz francesa que ficou conhecida pelos seus papéis em L'assassin habite au 21, Quai des Orfèvres e Gervaise.
Morreu no dia 15 de março de 2020, aos 102 anos.